# Moses Hamungole
Moses Hamungole (Kafue, 1º maggio 1967 – Lusaka, 13 gennaio 2021) è stato un vescovo cattolico zambiano.

## Biografia
Moses Hamungole nacque a Kafue il 1º maggio 1967.

### Formazione e ministero sacerdotale
Terminate le scuole primarie e secondarie, entrò nel seminario minore di Mukasa e proseguì gli studi presso il seminario filosofico "Sant'Agostino" e il seminario teologico "San Domenico" di Lusaka.
Il 6 agosto 1994 fu ordinato presbitero per l'arcidiocesi di Lusaka. In seguito fu vicario parrocchiale della parrocchia di New Kanyama dal 1994 al 1995; vicario parrocchiale della parrocchia di Railway-Chowa dal 1995 al 1997 e direttore di Radio Yatsani e dell'ufficio comunicazioni dell'arcidiocesi di Lusaka dal 1997 al 1999. Nel 1999 fu inviato a Roma per studi. Prese residenza nel Pontificio Collegio Missionario Internazionale San Paolo Apostolo. Nel 2002 conseguì la licenza in comunicazioni sociali. Terminati gli studi fu segretario per le comunicazioni dell'Associazione dei membri delle conferenze episcopali dell'Africa orientale a Nairobi dal 2002 al 2008; presidente di SIGNIS-Africa dal 2002 al 2009. Nel 2008 fu inviato in Belgio per studi. Nel 2010 ottenne il dottorato in comunicazioni sociali presso l'Università Cattolica di Lovanio. In seguito fu direttore dei programmi in inglese e kishwahili della Radio Vaticana dal 2010.

### Ministero episcopale
Il 10 febbraio 2014 papa Francesco lo nominò vescovo di Monze. Ricevette l'ordinazione episcopale il 3 maggio successivo nel campo sportivo della scuola "San Vincenzo de' Paoli" di Monze dal vescovo emerito di Monze Emilio Patriarca, co-consacranti il vescovo di Livingstone Raymond Mpezele e quello di Chipata George Cosmas Zumaire Lungu
Nel novembre del 2014 compì la visita ad limina.
A inizio gennaio del 2021 fu ricoverato al Levy Mwanawasa Hospital di Lusaka per COVID-19. Morì alle 18 circa del 13 gennaio 2021 all'età di 53 anni per complicazioni della malattia. Il 16 gennaio alle ore 10 la salma fu benedetta in forma strettamente privata e poi sepolta nel cortile della cattedrale del Sacro Cuore di Gesù a Monze.

## Genealogia episcopale
La genealogia episcopale è:
- Cardinale Scipione Rebiba
- Cardinale Giulio Antonio Santori
- Cardinale Girolamo Bernerio, O.P.
- Arcivescovo Galeazzo Sanvitale
- Cardinale Ludovico Ludovisi
- Cardinale Luigi Caetani
- Cardinale Ulderico Carpegna
- Cardinale Paluzzo Paluzzi Altieri degli Albertoni
- Papa Benedetto XIII
- Papa Benedetto XIV
- Papa Clemente XIII
- Cardinale Enrico Benedetto Stuart
- Papa Leone XII
- Cardinale Chiarissimo Falconieri Mellini
- Cardinale Camillo Di Pietro
- Cardinale Mieczysław Halka Ledóchowski
- Cardinale Jan Maurycy Paweł Puzyna de Kosielsko
- Arcivescovo Józef Bilczewski
- Arcivescovo Bolesław Twardowski
- Arcivescovo Eugeniusz Baziak
- Papa Giovanni Paolo II
- Cardinale Carlo Maria Martini, S.I.
- Vescovo Emilio Patriarca
- Vescovo Moses Hamungole